# Alfred Broniewski

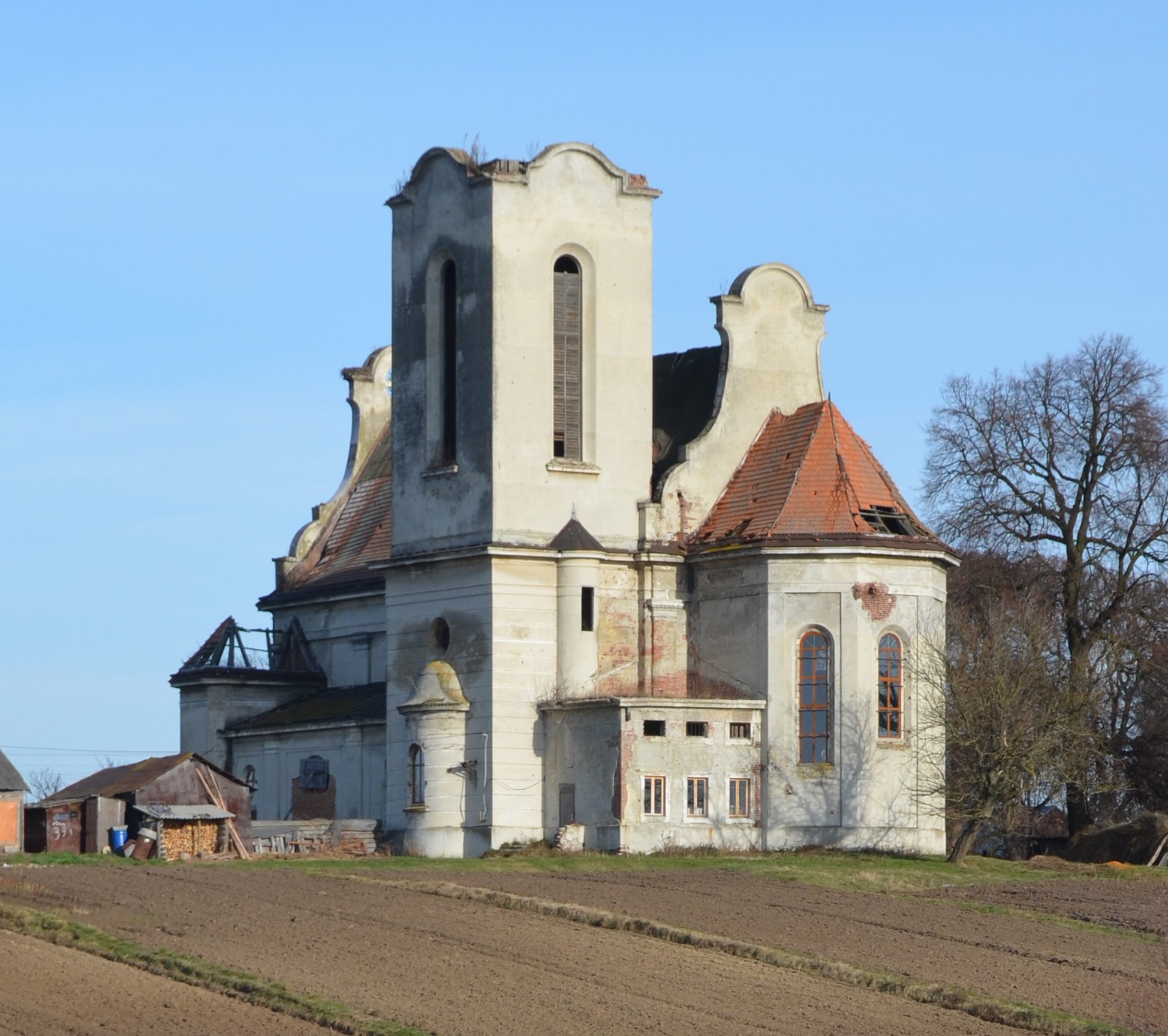
Kościół p.w. Podwyższenia Krzyża Św. w Kłodnie Wielkim

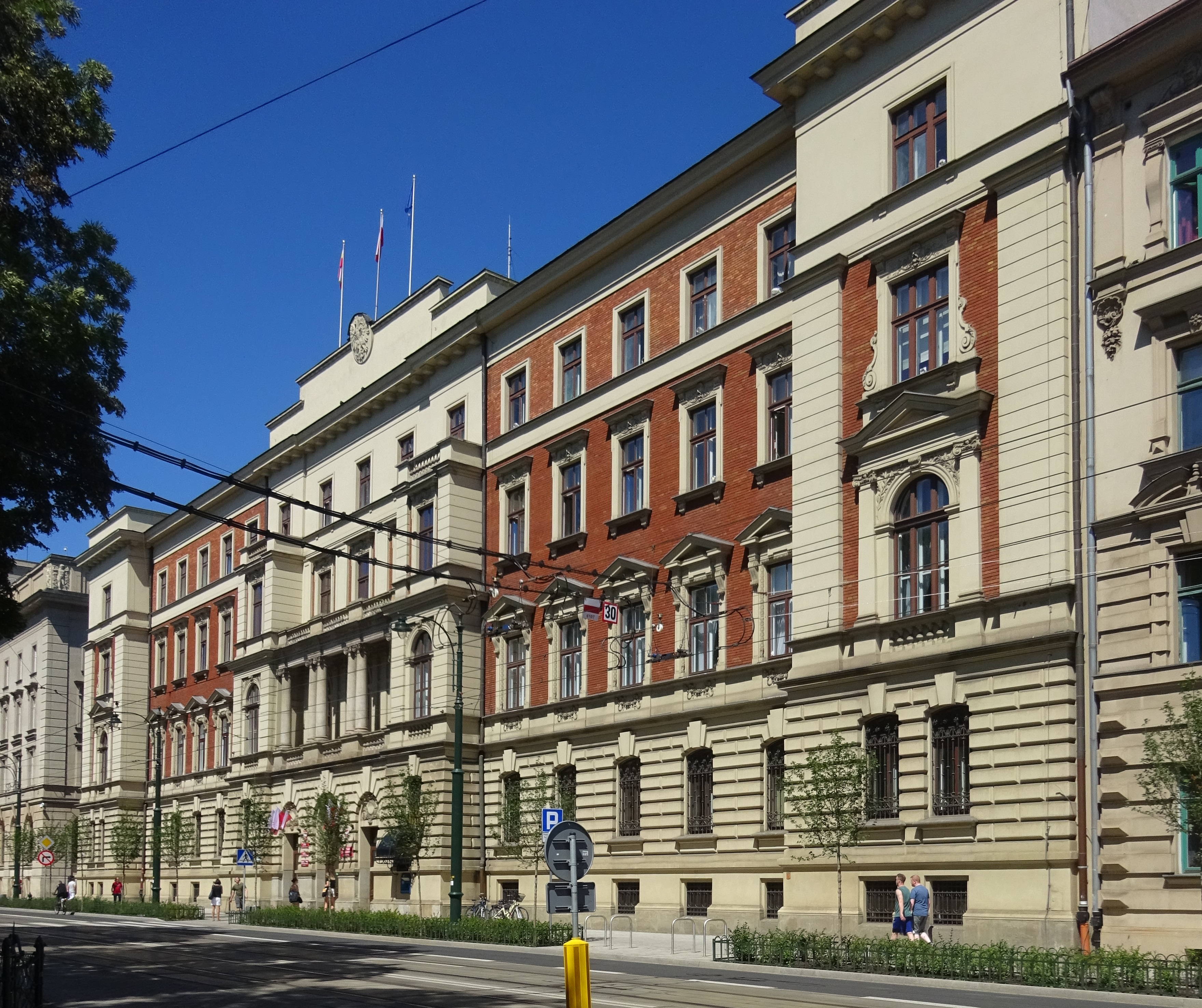
Gmach Urzędu Wojewódzkiego w Krakowie

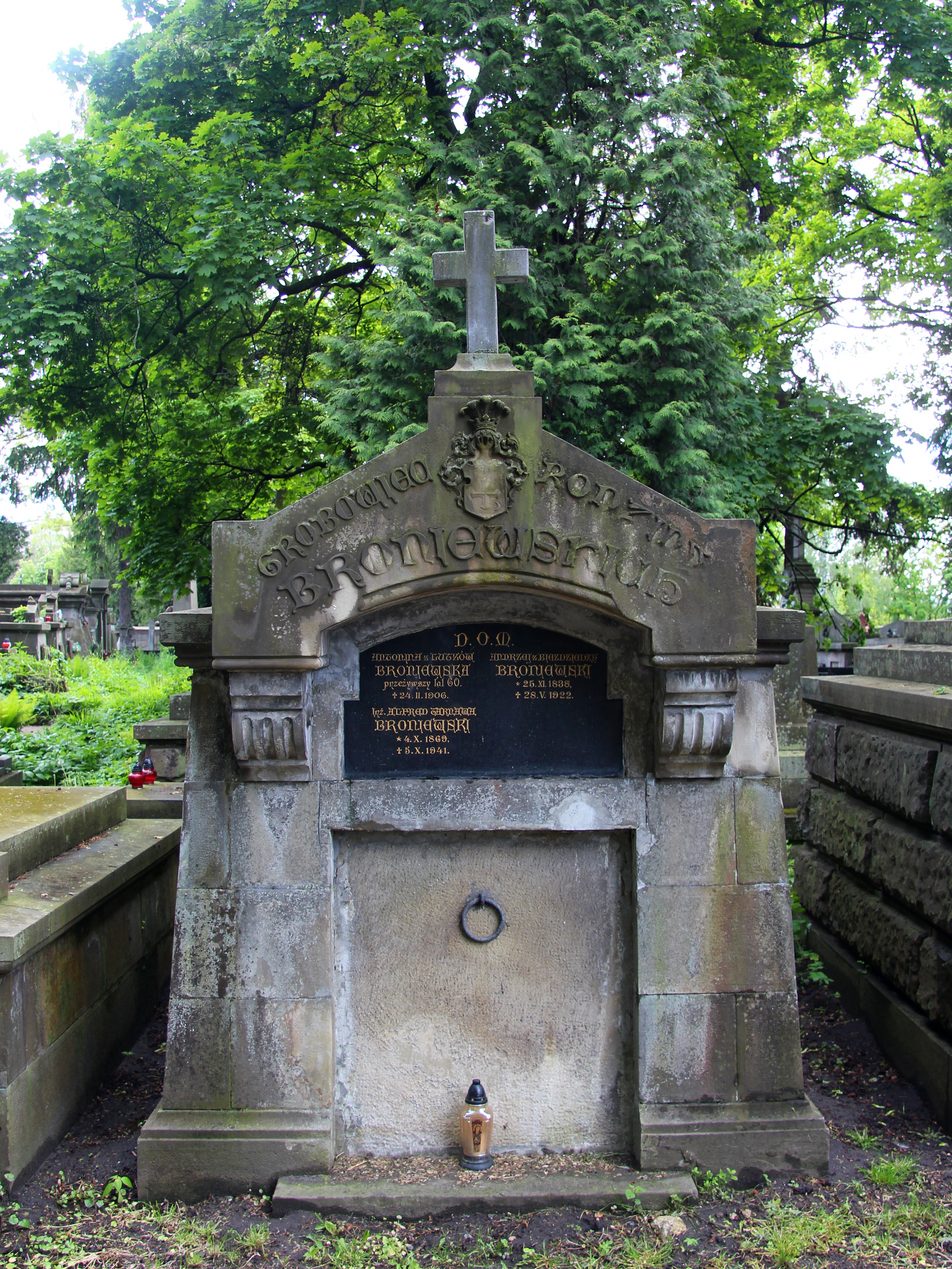

Alfred Karol Broniewski herbu Tarnawa (ur. 4 października 1869 w Dobrohostowie, zm. 5 października 1941 we Lwowie) – polski inżynier architekt.

## Życiorys
Rodzina Broniewskich wywodziła się z Bieździedzy. Po ukończeniu szkoły średniej we Lwowie w roku 1889 rozpoczął studia na Wydziale Architektury Politechniki Lwowskiej pod kierunkiem Juliana Zachariewicza, uzyskawszy dyplom inżyniera-architekta wyjechał jako stypendysta w 1894 do Paryża, gdzie w Szkole Sztuk Pięknych kształcił się nadal na Wydziale Architektury. Po podróżach naukowych we Francji, Belgii, Niemczech, Austrii, Włoszech, Anglii i Egipcie powrócił do Lwowa i wstąpił do służby państwowej w Dyrekcji Lasów i Domen Państwowych we Lwowie. Ograniczony dla architektury zakres działania w tym urzędzie zmusił go do porzucenia tego stanowiska i objęcia budownictwa miejskiego w Tarnopolu. W 1899 przeniósł się z powrotem do Lwowa i zatrudnił się w służbie technicznej w Namiestnictwie. Został zastępcą dyrektora Towarzystwa Budowy Tanich Domów dla Urzędników we Lwowie. W 1912 mianowany został Szefem Departamentu Architektury dla całego obszaru Galicji. Uznając jego zdolności i zawodowe kwalifikacje powołany został do Ministerstwa Robót Publicznych w Wiedniu, odmówił jednak przyjęcia stanowiska pozostając we Lwowie. Odmówił także objęcia katedry na Wydziale Architektury Politechniki Lwowskiej po śmierci w 1919 Jana Lewińskiego. Przez wiele lat był przewodniczącym Komisji Egzaminacyjnej na budowniczych oraz członkiem Komisji Egzaminacyjnej egzaminów dyplomowych w Politechnice Lwowskiej. Od 1919 sprawował Urząd Kierownika Wydziału Architektonicznego Dyrekcji Robót Publicznych dla całego byłego zaboru austriackiego, od 1927 roku prowadził Biuro Konstrukcyjne dla budowli państwowych Województwa Lwowskiego, Stanisławowskiego, Tarnopolskiego i Wołyńskiego. w 1931 przeszedł na emeryturę. Od 1895 był członkiem Polskiego Towarzystwa Politechnicznego we Lwowie, zasiadał w Wydziale Krakowskiego Towarzystwa Technicznego. Był współzałożycielem i prezesem Koła Architektów we Lwowie. Pochowany został w grobowcu rodzinnym na Cmentarzu Łyczakowskim we Lwowie.

## Główne realizacje
- Gmachy kliniczne Wydziału Lekarskiego Uniwersytetu Lwowskiego
- Gmach Krajowej Rady Szkolnej we Lwowie
- Gmach Wyższego Seminarium Duchownego w Przemyślu
- Gmach C.K. Starostwa (obecnie Urzędu Wojewódzkiego) w Krakowie, ul. Basztowa 22, wraz z Józefem Sarem (1898-1900)
- szpital okręgowy w Tarnopolu
- Kościół w Kłodnie Wielkim {1932)
- budynki szkół średnich, urzędów sądowych